# چغاسبز خدانظر
چغاسبز خدانظر، روستایی از توابع بخش سوری شهرستان رومشکان در استان لرستان ایران است.

## جمعیت
این روستا در دهستان رومشکان غربی قرار دارد و براساس سرشماری مرکز آمار ایران در سال ۱۳۸۵، جمعیت آن ۴۹۶ نفر (۱۰۰خانوار) بوده‌است.